# AEM-7型電力機車
AEM-7型電力機車是由EMD於1978年到1988年之間製造的一種雙駕駛室，軸配置為B-B的電力機車，行駛於美國的東北走廊（波士頓至華盛頓）以及賓夕法尼亞州的基斯東走廊（費城與哈里斯堡）之間。因為主要零件由瑞典的瑞典通用電機公司（Allmänna Svenska Elektriska Aktiebolaget；ASEA）製造，故有「肉丸」、「ASEA」等綽號，而又因外型之故，有鐵道迷稱之為「烤土司機」。 到1999年為止，AEM-7型有兩種型式：一種是使用直流電的原始型式AEM-7DC，另一種是使用交流電的改進型AEM-7AC。截止至2016年6月ACS-64型电力机车投入服役之时，该型机车仍在服役。2017年4月，馬里蘭區域通勤鐵路（MARC）将AEM-7退出现役，2018年11月，宾夕法尼亚州东南地区交通局（SEPTA）将全部七辆AEM-7除役。

## 歷史
1970年代中葉 Amtrak 尋求新型電力機車以取代賓夕法尼亞鐵路GG1型電力機車，訂購了26部GE製造的E60型電力機車，但該型車在時速超過 90 英里時行駛並不穩定，Amtrak轉向歐洲尋求高速電力機車的設計，1977年引進了法國的 CC 21000 型電力機車（編號為 X996）以及瑞典的 Rc4（編號為X995）。 Amtrak 最終選用瑞典的設計，以其作為 AEM-7 型電力機車的設計基礎，並於1977年訂購了30部，1980年訂購17部。
.
到1978年，EMD開始生產這批機車，其車體來自巴德公司，電力、牽引、機械部分則由瑞典進口。第一部 AEM-7 型電力機車(編號為900)在1979年投入服務。1980 年到 1982年之間，有 46 部 AEM-7型電力機車（編號 901-946）進入營運，使得賓夕法尼亞鐵路GG1型電力機車得以漸漸退出日常服務。Amtrak在1987年增購了 7 部 AEM-7 型電力機車，並於1988年交貨。

### 技術細節

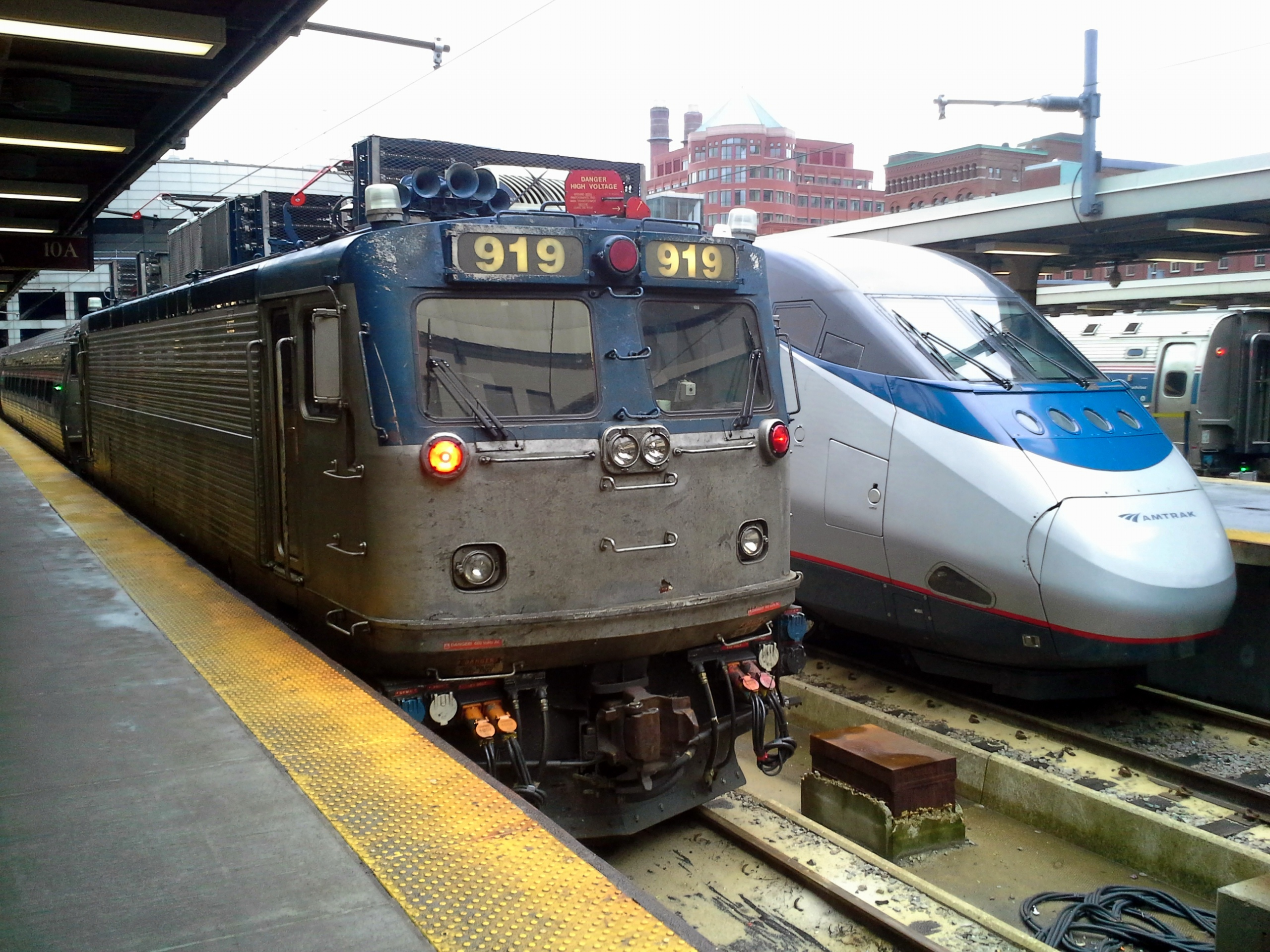
AMTRAK的919號AEM-7型電力機車，攝於波士頓南站。2014年3月31日

AEM-7 型電力機車車重為101短噸（相當於90長噸或92噸），相較之下 賓夕法尼亞鐵路GG1型電力機車車重為238短噸（相當於213長噸或216噸）。由於較高的馬力／車重比，AEM-7型電力機車需要較先進的控制系統以防起動時動輪空轉。

## AEM-7AC

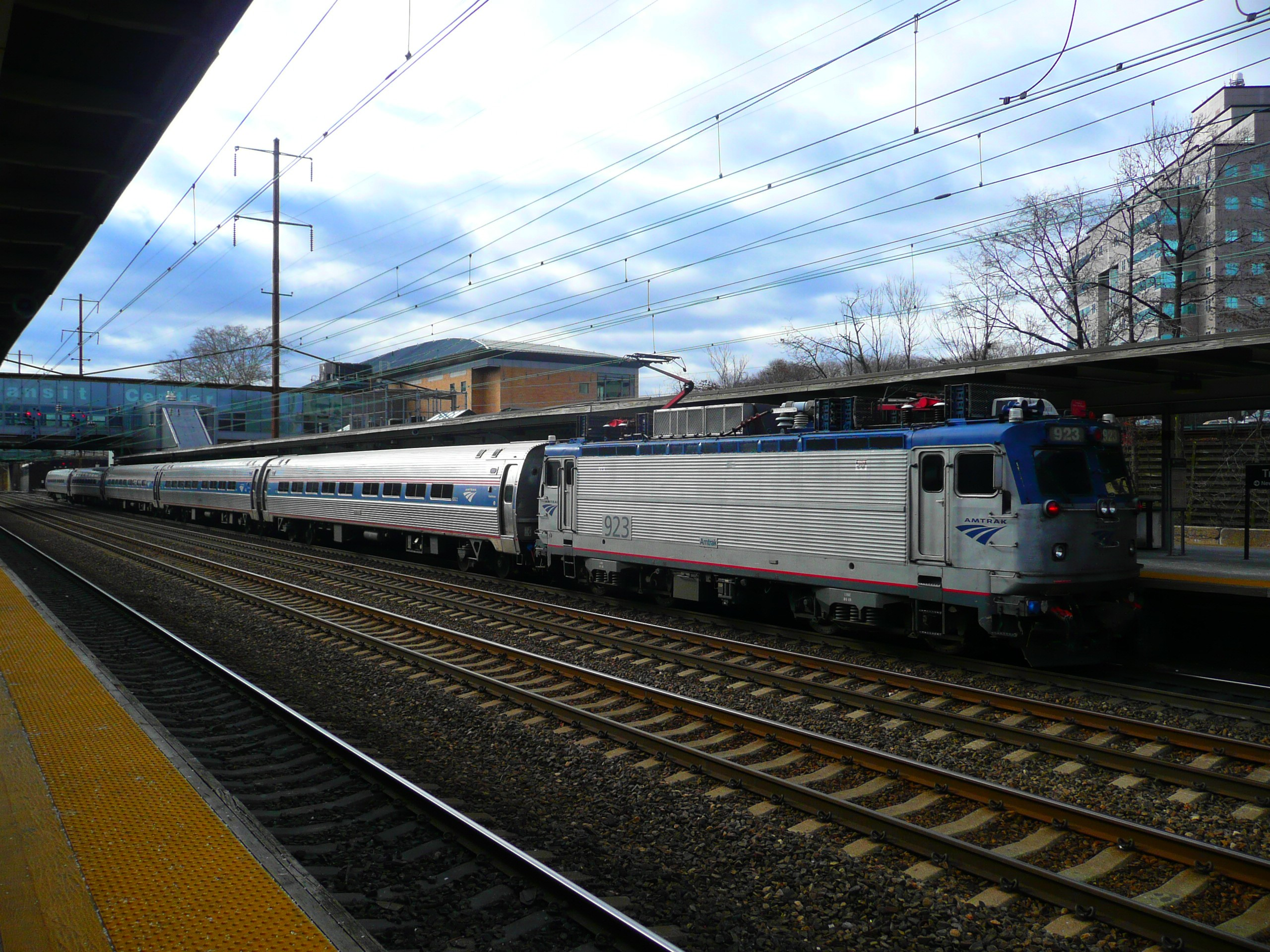
923號 AEM-7AC 電力機車，攝於923翠登

1999年 Amtrak 與阿爾斯通開始改造AEM-7型電力機車，由阿爾斯通供應交流電動力系統、變壓器、頭段供電系統、駕駛室儀表等，這批機車改造後能牽引更長的客車。改造工程由Amtrak的員工在威爾明頓的鐵路機廠於阿爾斯通人員的指導下進行。.

## 牽引系統
本型機車動力模組為水冷式的絕緣柵雙極晶體管，能提供5,000千瓦特（6,700匹馬力） 的牽引力，以及1,000千瓦特（1,300匹馬力）的頭段供電功率以供應客車（原先的直流電型式AEM-7機車此部分功率僅有500千瓦特（670匹馬力）），足敷12輛美铁普运型铁路客车或 Viewliner 客車之用。牽引馬達（model 6 FXA 5856）屬於阿爾斯通的ONIX系列，最大功率為1,275千瓦特（1,710匹馬力），連續功率為1,080千瓦特（1,450匹馬力）。因此這批改造的 AEM-7 型電力機車是世界上最先使用絕緣柵雙極晶體管的客運用機車。

## 外部連結
- AEM-7DC power, tractive effort, and braking curve graphs on page 11-27 (figures 11.2.10 - 11.2.12).（页面存档备份，存于）
- AEM-7 Photos at Railpictures.net（页面存档备份，存于） and RR Picture Archives（页面存档备份，存于）
- AEM-7AC Completion Dates and Data by On Track On Line（页面存档备份，存于）
- Amtrak Locomotive and Car Notes (Defunct site as of 6/09)
- Amtrak Locomotive and Car Notes（页面存档备份，存于）
- Current Status of AEM-7s
- Amtrak Photo Archives
- Amtrak Electrics（页面存档备份，存于） by Kenneth Arnerstedt